# Xylocopa perkinsi
Xylocopa perkinsi là một loài Hymenoptera trong họ Apidae. Loài này được Cameron mô tả khoa học năm 1901.